# Hannah Montana 3
Hannah Montana 3 es la banda sonora de la tercera temporada de la serie de Disney Channel, Hannah Montana. Fue lanzada el 7 de julio de 2009 en Estados Unidos por Walt Disney Records. El álbum iba a ser lanzado el 14 de julio de 2009, pero al final la fecha fue cambiada por razones desconocidas. El álbum es el seguimiento de Hannah Montana (2006), Hannah Montana 2 / Meet Miley Cyrus (2007) y Hannah Montana The Movie (2009). Del álbum, cuatro canciones entraron en Billboard Hot 100, «He Could Be The One» (#10), «Let's Get Crazy» (#57), «I Wanna Know You» (#74) y «Ice Cream Freeze (Let's Chill)» (nº87). El álbum ha vendido 650,659 copias en los Estados Unidos, 1,2 millones en el extranjero, y en total, 2 millones de copias.[cita requerida] Se iba a incluir Are You Ready en este álbum, pero al final se incluyó en Hannah Montana Forever.
El álbum recibió críticas positivas de About.com y Entertainment Weekly por sus divertidas canciones y las nuevas baladas, comparando las canciones y habilidades vocales de Cyrus con las de Shania Twain, Gwen Stefani o Kelly Clarkson, entre otros.  Sin embargo, el álbum no se vio favorecido por Allmusic, donde se afirmaba que las canciones eran demasiado horteras pero que parecía dar a los fanes exactamente lo que querían.[cita requerida]
Hannah Montana 3 debutó en el #2 del Billboard 200, vendiendo cerca de 137.000 copias. La canción «He Could Be The One» se convirtió en la canción de Miley Cyrus como su personaje, Hannah Montana con el puesto más alto en el Billboard Hot 100.

## Antecedentes y lanzamiento
Durante 2008 y 2009, Cyrus grabó canciones para la tercera temporada de la serie de televisión y para Hannah Montana: The Movie, la película que está basada en la serie, repitiendo «Let's Do This» y «Let's Get Crazy», en la banda sonora de la película y también en la de la serie. Varios productores y compositores trabajaron en canciones para el álbum, incluida la jueza de American Idol, Kara DioGuardi, quien coprodujo y coescribió «Mixed Up», «He Could Be the One», «Supergirl» y «Don't Wanna Be Torn». El equipo que escribió «The Best of Both Worlds», Matthew Gerrard y Robbie Nevil, también contribuyeron al álbum, en «Ice Cream Freeze (Let's Chill)». Colleen Fitzpatrick (Vitamin C) es escritora de «Let's Get Crazy» y Tim James de «Let's Do This», que fue originalmente escrita y grabada por el cantante de country Adam Tefteller antes de ser grabada por Cyrus como Montana. La única canción que no cuenta con la voz de Cyrus es la canción «Let's Make This Last 4Ever», interpretada por el coprotagonista de Hannah Montana, Mitchel Musso. También se incluyen dos duetos, aunque ambos fueron grabados originalmente solo por Cyrus: «I Wanna Know You» con David Archuleta y una nueva versión de «If We Were a Movie» de Hannah Montana (2006) con Corbin Bleu que se usó en el final de la segunda temporada, también fue incluida en el álbum.
El álbum fue lanzado como CD físico y como descarga digital el 7 de julio de 2009. La edición de lujo se vendió exclusivamente en iTunes Store y el CD físico contiene acceso a 8 videos musicales tomados de un concierto filmado en California. Otros países cuentan con dos discos, uno para las canciones y otro para los videos musicales. En el Reino Unido, el 7 de septiembre de 2009, se lanzó en las tiendas una edición especial del álbum, con una portada ligeramente diferente (un encabezado en la parte superior que dice que es una edición especial) y con un CD y un DVD. El DVD incluía los 8 vídeos musicales en vivo; el conjunto también incluía un póster gratuito y contenido informático adicional. El 30 de octubre de 2009, Walt Disney Records lanzó una versión de karaoke del álbum titulado Disney's Karaoke Series: Hannah Montana 3. La fecha de lanzamiento original fue el 13 de octubre de 2009, se desconoce el motivo del cambio de lanzamiento. El álbum incluye ocho karaoke y ocho versiones vocales de canciones basadas en la banda sonora.

## Lista de canciones
- Edición estándar

| Hannah Montana 3 |                                                               | |                                         |          |  |
| N.º              | Título                                                        | Escritor(es)                                                                                                | Productor(es)                           | Duración |  |
| 1.               | «It's All Right Here»                                         | Antonina Armato, Tim James                                                                                  | Armato, James                           | 3:49     |  |
| 2.               | «Let's Do This»                                               | Derek George, Tim Owens, Adam Tefteller                                                                     | Theodore, Jason Gleed, Alana da Ponseca | 3:32     |  |
| 3.               | «Mixed Up»                                                    | Kara DioGuardi, Marti Frederiksen                                                                           | Frederiksen, Anthony Focx               | 3:52     |  |
| 4.               | «He Could Be the One»                                         | DioGuardi, Mitch Allan                                                                                      | Allan, DioGuardi                        | 3:00     |  |
| 5.               | «Just a Girl»                                                 | Toby Gad, Arama Brown                                                                                       | Gad, Brown                              | 3:35     |  |
| 6.               | «I Wanna Know You» (junto a David Archuleta)                  | Chen Neeman, Jeannie Lurie, Aris Archontis                                                                  | Lurie, Neeman, Archontis                | 2:47     |  |
| 7.               | «Supergirl»                                                   | Daniel James, DioGuardi                                                                                     | Dreamlab                                | 2:54     |  |
| 8.               | «Every Part of Me»                                            | Adam Watts, Andy Dodd                                                                                       | Watts, Dodd                             | 3:30     |  |
| 9.               | «Ice Cream Freeze (Let's Chill)»                              | Matthew Gerrard, Robbie Nevil                                                                               | Gerrard                                 | 3:07     |  |
| 10.              | «Don't Wanna Be Torn»                                         | DioGuardi, Allan                                                                                            | Allan, DioGuardi                        | 3:28     |  |
| 11.              | «Let's Get Crazy»                                             | Colleen Fitzpatrick, Michael Kotch, Dave Derby, Michael "Smidi" Smith, Stefanie Ridel, Mim Nervo, Liv Nervo | The Collective, Smidi                   | 2:35     |  |
| 12.              | «I Wanna Know You»                                            | Chen Neeman, Jeannie Lurie, Aris Archontis                                                                  | Lurie, Neeman, Archontis                | 2:46     |  |
| 13.              | «Let's Make This Last 4Ever» (interpretada por Mitchel Musso) | Justin Gray, Michael Raphael, Sam Musso, Mitchel Musso                                                      | Gray                                    | 3:12     |  |
| 14.              | «If We Were a Movie» (junto a Corbin Bleu)                    | Jeannie Lurie, Holly Mathis                                                                                 | James, Paul Palmer                      | 3:04     |  |
| 45:11            |                                                               | |                                         |          |  |

| iTunes bonus track |                            |              |                |          |  |
| N.º                | Título                     | Escritor(es) | Intérprete     | Duración |  |
| 15.                | «Hannah Montana 2 Megamix» | Watts        | Hannah Montana | 3:11     |  |
| 48:22              |                            |              |                |          |  |

- Edición especial

| Hannah Montana 3 — Edición de lujo del Reino Unido y bonus track de iTunes |                                                          |          |  |
| N.º                                                                        | Título                                                   | Duración |  |
| 1.                                                                         | «It's All Right Here» (video musical en vivo)            | 3:49     |  |
| 2.                                                                         | «Let's Do This» (video musical en vivo)                  | 3:35     |  |
| 3.                                                                         | «Every Part of Me» (video musical en vivo)               | 3:31     |  |
| 4.                                                                         | «Ice Cream Freeze (Let's Chill)» (video musical en vivo) | 3:01     |  |
| 5.                                                                         | «Mixed Up» (video musical en vivo)                       | 3:51     |  |
| 6.                                                                         | «Supergirl» (video musical en vivo)                      | 2:55     |  |
| 7.                                                                         | «Just a Girl» (video musical en vivo)                    | 3:38     |  |
| 8.                                                                         | «Let's Get Crazy» (video musical en vivo)                | 2:39     |  |
| 26:59                                                                      |                                                          |          |  |

## Posicionamiento en listas
| País (Lista 2009)                     | Mejor posición | Ref    |
| ------------------------------------- | -------------- | ------ |
| Alemania (GfK)                        | 13             | [ 7 ]  |
| Australia (ARIA Charts)               | 27             | [ 8 ]  |
| Austria (Ö3 Austria Top 40)           | 4              | [ 9 ]  |
| Bélgica (Ultratop Valonia)            | 61             | [ 10 ] |
| Canadá (Billboard Canadian Albums)    | 2              | [ 11 ] |
| España (PROMUSICAE)                   | 6              | [ 12 ] |
| Estados Unidos (Billboard 200)        | 2              | [ 13 ] |
| Estados Unidos (Comprehensive Albums) | 1              |        |
| Estados Unidos (Kid Albums)           | 1              | [ 14 ] |
| Estados Unidos (Soundtracks)          | 1              | [ 15 ] |
| Francia (SNEP)                        | 86             | [ 7 ]  |
| Hungría (Mahasz)                      | 17             | [ 16 ] |
| Irlanda (Irish Compilation Albums)    | 2              | [ 17 ] |
| México (AMPROFON)                     | 26             | [ 18 ] |
| Noruega (VG-lista)                    | 16             | [ 19 ] |
| Nueva Zelanda (RMNZ)                  | 16             | [ 20 ] |
| Polonia (OLiS)                        | 4              | [ 7 ]  |
| Portugal (AFP)                        | 4              | [ 21 ] |
| Reino Unido (UK Compilation Albums)   | 5              | [ 22 ] |
| Suiza (Schweizer Hitparade)           | 32             | [ 23 ] |

| País (Lista 2009)                  | Mejor Posición | Ref.   |
| ---------------------------------- | -------------- | ------ |
| Canadá (Billboard Canadian Albums) | 50             | [ 24 ] |
| Hungría (MAHASZ)                   | 41             | [ 25 ] |
| Estados Unidos (Billboard 200)     | 64             | [ 26 ] |
| Estados Unidos (Soundtrack Albums) | 6              | [ 27 ] |

## Certificaciones
| País     | Organismo certificador | Certificación | Ventas certificadas | Ref.   |
| -------- | ---------------------- | ------------- | ------------------- | ------ |
| España   | PROMUSICAE             | Oro           | 40 000              | [ 28 ] |
| Hungría  | MAHASZ                 | Oro           | 3000                | [ 29 ] |
| Irlanda  | IRMA                   | Oro           | 7500                | [ 30 ] |
| Portugal | AFP                    | Oro           | 10 000              | [ 31 ] |

## Premios y nominaciones
| Año  | Premiación            | Categoría      | Nominado         | Resultado |
| ---- | --------------------- | -------------- | ---------------- | --------- |
| 2009 | American Music Awards | Álbum Favorito | Hannah Montana 3 | Nominados |